# ケルディ・ベク
ケルディ・ベク（کلدی بک/keldī bīk、? - 1362年）は、「大紛乱時代」のジョチ・ウルスのハン。
バトゥ家の断絶後、混迷を極めるジョチ・ウルスにおいてケルディ・ベクは「ウズベク・ハンの孫でジャーニー・ベク・ハンの息子(バトゥ家宗室の末裔)」と自称して即位したが、当時からその出自について詐称ではないかと疑われ、「偽ケルディ・ベク」と呼称されて支持を得られなかったと伝えられる。

## 概要

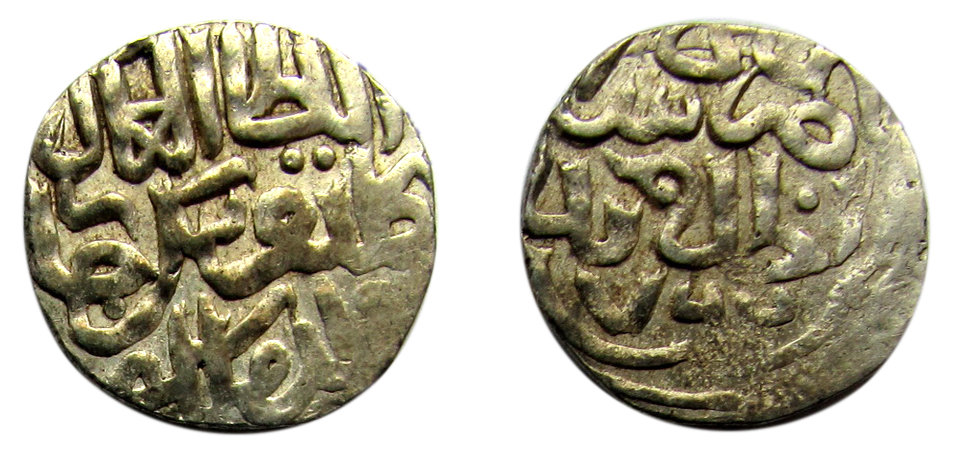
ヒジュラ暦762年、サライ・アル・ジェディード、ケルディ・ベクと刻まれたコイン

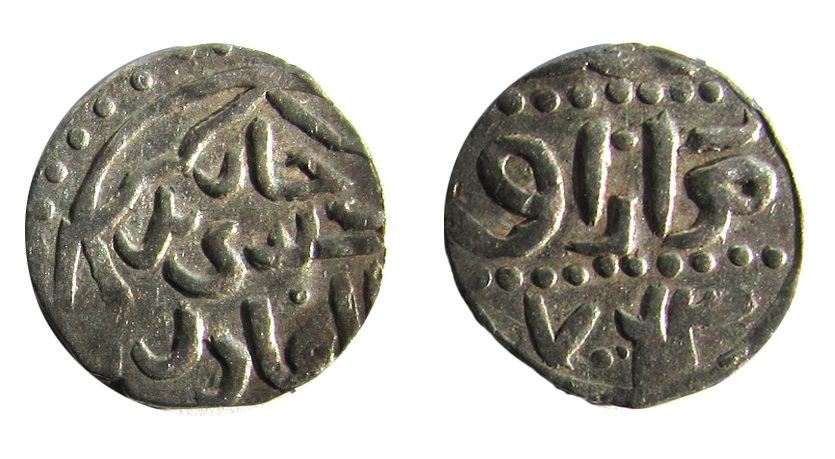
ヒジュラ暦762年、アザク、ケルディ・ベクと刻まれたコイン

1359年のベルディ・ベク・ハンの殺害を境にジョチ・ウルスは内乱状態に陥り、1360年中にはクルナとナウルーズが相次いで即位するも短期間で打倒され、ついでシバン家のヒズルがハン位を奪取したが息子のテムル・ホージャに殺害されるという事態に陥った。ロシア語史料の『ニコン年代記』によると、ビザンティン暦6869年(1260年)中にツァーリ・ヒズル(царь Хидырь)を弑逆したテムル・ホージャ((Темирь Хози)が即位し、西方ではママイが独自にアブドゥッラーという名のツァーリ(царя именемъ Авдула)を擁立した頃、「第三のツァーリ(третій царь)」として登場したのがケルディ・ベク((Килдибѣкъ)で、多くの者を打ち負かしたが最後には殺されたと記される。これを裏付けるように、ジョチ・ウルス領内でヒジュラ暦762年発行と刻まれるコインがヒズル、テムル・ホージャ、オルド・マリク、ケルディ・ベクの名前で発行されているが､この中で唯ケルディ・ベクのみ763年付けのコインが発見されているため、762年の最後に即位したのがケルディ・ベクで、翌年まで在位していたことが確認される。
一方、中央アジアや西アジアのイスラム圏で編纂された史料の多くはケルディ・ベク(کلدی بک)が「ベルディ・ベクの後、ヒズルの前に即位した」と記し、ロシア語史料等と矛盾する。『チンギズ・ナーマ』などによると、「ベルディ・ベクの死後、ウズベク・ハンの正妃であったタイトグリがヒズルと再婚することで混乱を治めようとしたが断られたため、やむなく擁立したのがケルディ・ベクであった。しかしウズベクたち(ここでは現在の「ウズベク人」ではなく、ジョチ・ウルスの主要構成員であったテュルク系ムスリムを漠然と指す呼称)は「ケルディ・ベクはベルディ・ベクに既に殺されているはずだ』と言ってケルディ・ベクを「偽ケルディ・ベク」と呼んだため、タイトグリは代わってバザルチを擁立するもやはり受け入れられず、最終的にはヒズルに帝位を奪われた」とされる。『チンギズ・ナーマ』の記す「ベルディ・ベク の死後、その親族を称するハンが2人(ケルディ・ベクとバザルチ)立ったが支持を得られず、最終的にシバン家のヒズルがハン位を奪取した」という経緯は、ロシア語史料に見える 「ベルディ・ベクの死後、クルナとナウルーズというハンが立ったが、ヒズルに取って代わられた」という記述と酷似しており、恐らくイスラム諸国側の資料は 「クルナとケルディ・ベク」、「ナウルーズとバザルチ」をそれぞれ混同しているのではないかと考えられる。
いずれにせよ、コインの発見状況から「ケルディ・ベク」というハンがヒズル、テムル・ホージャ、オルド・マリクの後、1361年中に即位したのは疑いない。ケルディ・ベクの出自について、『ニコン年代記』や『高貴系譜』などは「ウズベク・ハンの孫でジャーニー・ベク」の息子であるとする。一方で、『ムイーン史選』は「アミールたちが血統の不詳な者を『ケルディ・ベク』として玉座に即けた」と記しており、出自の定かでない者が「ジャーニー・ベク・ハンの息子で、ベルディ・ベク・ハンの弟」を自称していたに過ぎなかったようである。この『ムイーン史選』の記述は、ケルディ・ベクが「偽ケルディ」と呼ばれて支持を集められなかったとする『チンギズ・ナーマ』の記述とも合致する。また、ケルディ・ベクはサライ・アル・ジェディード(新サライ)やアザク(アゾフ)で「ヒジュラ暦763年(1361年-1362年)」付けコインを発行しているが、ヒズル・ハンの弟とも息子ともされるムリードが同年付のコインをグリスタン(アフトゥバ川流域)で発行しており、『ニコン年代記』の伝えるように当時のジョチ・ウルスは複数のハンが並立する状態にあったようである。
ケルディ・ベクの最期について、『ムイーン史選』は「［ケルディ・ベクは］アミールたちを粛清したため、遂には彼もまた殺害された」と記す。「第三のツァーリ(третій царь)」ケルディ・ベクの退場はサライを中心とするシバン家のハン(ムリード)と、クリミア地方を中心とするママイによって擁立されたハン(アブドゥッラー)の、2大勢力がバトゥ・ウルス(白帳ハン国)の主導権を巡って争う状勢を確定させた。ロシア語史料は前者を「ヴォルガ河の向こうの国」、後者を「ママイ・オルダ」と呼び、これ以後この2大勢力の角逐が約20年近くに渡って続くこととなる。

## バトゥ家
- ジョチ太子(Jöči ＞朮赤/zhúchì,جوچى خان/jūchī khān)
  - 1サイン・カン/バトゥ大王(Batu ＞抜都/bádōu,باتو/bātū)
    - 2サルタク大王(Sartaq ＞撒里答/sālǐdā,سرتاق/sartāq)
    - トクカン(Tuquqan ＞توقوقان/tūqūqān)
      - ダルブ(Darbu ＞داربو/dārbū)
        - 7トレ・ブカ(Töle buqa ＞تولا بوقا/tūlā būqā)
        - 7-2ゴンチェク(Könček ＞كونجك/kūnjak)

      - 5モンケ・テムル王(Möngke temür ＞忙哥帖木児/mánggē tièmùér,مونككه تيمور/mūnkka tīmūr)
        - 7-3アルグイ(Alγuy ＞الغوى/ālghūī)
        - 8トクタ(Toqta ＞脱脱/tuōtuō,توقتا/tūqtā)
        - 7-4トグリルチャ(Toγrilča ＞طغریلجه/ṭughurīlja)
          - 9ウズベク(Özbeg ＞月即別/yuèjíbié,اوزبك/ūzbīk)
            - 10ティーニー・ベク(Tini beg ＞تينى بيك/tīnī bīk)
            - 11ジャーニー・ベク(Jani beg ＞札尼別/zháníbié,جانى بيك/jānī bīk)
              - 12ベルディ・ベク(Berdi beg ＞بيردى بيك/bīrdī bīk)
              - 13?クルナ(Qulna ＞قلنا/qulnā)
              - 14?ナウルーズ(Nawrūz ＞نوروز/nawrūz)
              - 20?ケルディ・ベク(Kildi Beg ＞کلدی بک/keldī bīk)

      - 6トデ・モンケ王(Töde möngke ＞脱脱蒙哥/tuōtuō ménggē,تودا مونككه/tūdā mūnkka)

    - エブゲン(Ebügen ＞ابوكان/abūkān)
    - 3ウラクチ(Ulaqči ＞اولاقچى/ūlāqchī)

  - 4西方諸王ベルケ(Berke ＞別児哥/biéérgē,بركاى/barkāy)

上記の系図の内、クルナ、ナウルーズ、ケルディ・ベクがバトゥ家の出身である可能性は低いと考えられる。